# Xã Waldro, Quận Brule, Nam Dakota
Xã Waldro (tiếng Anh: Waldro Township) là một xã thuộc quận Brule, tiểu bang Nam Dakota, Hoa Kỳ. Năm 2010, dân số của xã này là 49 người.